# Valeria (2007)
 (срп. Валерија) америчка је теленовела, продукцијске куће Веневисион, снимана током 2007. и 2008.

## Синопсис
Валерија Идалго је племенита млада жена пуна наде и снова, нестрпљива да заврши студије права, како би својој породици омогућила бољи живот, док у слободно време ради као шминкерка. Живи са мајком, која је тешко болесна, братом Хулијом и сестром Ана Лусијом, који јој нимало нису од помоћи. Упркос прелепом осмеху који краси њено лице, Валерија није срећна. Страшна несрећа из прошлости ју је обележила и оставила трауматизованом.
Самуел Рикелме, глава породице Рикелме, власник је једне од најутицајнијих и најцењенијих адвокатских фирми у Мајамију. Судбина спаја Валерију и Леополда, када Валерија дође у Леополдову фирму где се одржава костимирана забава, како би нашминкала његову мајку и сестру. Угледавши Леополда, који се за ту прилику прерушио у батлера, Валерија помисли да је он део особља и заљубљује се у њега, а он је оставља у том уверењу. Ипак, након неког времена, Валерија схвата да је особа у коју је заљубљена заправо најстарији син моћног адвоката и милионера Самулеа Рикелме.
На тренутак, чини се да је Валерија поред Леополда спремна да заборави своју прошлост. Међутим, њихову срећу угрози Леополдов млађи брат, Хуан Игнасио. Наиме, управо је Хуан Игнасио човек који је окрутно наштетио Валерији пре много година. Откриће да је њена прошлост, коју би она по сваку цену желела да заборави, уско повезана са породицом свог вољеног. Осим тога се у њиховим животима појављује Мирослава Монтемар, девојка која је спремна на све како би завела Леополда, она ће бројним сплеткама навести Валерију да посумња у Леополдова осећања према њој. 
Лео и Валерија постају мета непрестаних злих поступака низа људи који су им се изненада уплели у живот. Још један бруталан догађај утицаће на животе многих. Леополдо ће бити оптужен за злочин који није починио, а Валерија, која је сада и сама утицајна адвокатица, упркос својој љубави према Леополду, види прилику за осветом породици Рикелме. Њихова ће судбина пасти под утицај мржње и издаје и чини се да ни најјача љубав не може надвладати болне догађаје из прошлости који су их раздвојили. Хоће ли ипак једног дана успети да пронађу заједничку срећу?

## Улоге
| Глумац:             | Улога:                        |
| ------------------- | ----------------------------- |
| Алехандра Лазкано   | Валерија Идалго               |
| Хорхе Рејес         | Леополдо Рикелме              |
| Каролина Техера     | Мирослава Монтемар де Рикелме |
| Боби Лариос         | Давид Бариос                  |
| Фернандо Карера     | Самуел Рикелме                |
| Леонардо Данијел    | Ренато Ривера                 |
| Мара Кроато         | Естреља Гранадос              |
| Флавио Кабарељо     | Алфредо Галан                 |
| Хорхе Луис Пила     | Салвадор Ривера               |
| Росалина Родригез   | Хилда де Идалго               |
| Флор Елена Гонзалес | Пиедад Рикелме                |
| Клаудија Рејес      | Маном Алварез                 |
| Гретел Трухиљо      | Маријела                      |
| Гриселда Ногера     | Тереса                        |
| Ширли Буџ           | Скарлет                       |
| Карла Родригез      | Лолита                        |
| Маријана Хуаредо    | Анхелита Рамос                |
| Ивелин Гиро         | Џесика Андерсон               |
| Едуардо Ибарола     | Хулио Идалго                  |
| Хосе Антонио Кобо   | Фелипе                        |
| Карлос Кабаљеро     | Хуан Игнасио Рикелме          |
| Хулијан Хил         | Данијел Ферари                |
| Химена Дуке         | Ана Лусија Идалго             |
| Алберто Кинтеро     | Исидро Моралес                |
| Ивон Монтеро        | Марија Инмакулада             |